# Rachanie (gemeente)
De gemeente Rachanie is een landgemeente in het Poolse woiwodschap Lublin, in powiat Tomaszowski (Lublin).
De zetel van de gemeente is in Rachanie.
Op 30 juni 2004 telde de gemeente 5805 inwoners.

## Oppervlakte gegevens
In 2002 bedroeg de totale oppervlakte van gemeente Rachanie 94,05 km², waarvan:
- agrarisch gebied: 72%
- bossen: 21%

De gemeente beslaat 6,32% van de totale oppervlakte van de powiat.

## Demografie
Stand op 30 juni 2004:
| Omschrijving                   | Totaal | Totaal | Vrouwen | Vrouwen | Mannen | Mannen |
| ------------------------------ | ------ | ------ | ------- | ------- | ------ | ------ |
| eenheid                        | aantal | %      | aantal  | %       | aantal | %      |
| inwoners                       | 5805   | 100    | 2904    | 50      | 2901   | 50     |
| bevolkingsdichtheid (inw./km²) | 61,7   | 61,7   | 30,9    | 30,9    | 30,8   | 30,8   |

In 2002 bedroeg het gemiddelde inkomen per inwoner 1293,64 zł.

## Plaatsen
Grodysławice, Grodysławice-Kolonia, Józefówka, Kozia Wola, Michalów, Michalów-Kolonia, Pawłówka, Rachanie, Siemierz, Siemnice, Werechanie, Wożuczyn, Zwiartówek, Zwiartówek-Kolonia.

## Aangrenzende gemeenten
Jarczów, Komarów-Osada, Krynice, Łaszczów, Tarnawatka, Tomaszów Lubelski, Tyszowce